# Febbre bionda
Febbre bionda (Value for Money) è un film britannico del 1955 diretto da Ken Annakin.